# Tunay Önder
Tunay Önder (geboren 1981 in München) ist eine deutsche Soziologin. Sie ist als Autorin, Performerin und Kuratorin tätig. Ihr Werk verbindet Literatur, Theater, öffentlichen Diskurs und postmigrantische Erinnerungskultur.

## Leben
Önder stammt aus München. Ihre Kindheit und Jugend verbrachte sie im Münchner Stadtteil Milbertshofen, in dem ihr Vater bei BMW tätig war. Sie studierte Soziologie, Politikwissenschaft und Ethnologie. Seit 2015 lebt sie als Teil eines selbstorganisierten Wohnprojekts im Westend in einem gemeinschaftlich verwalteten Haus.
Im Jahr 2022 war Tunay Önder Artist in Residence am International Writing Program in Iowa (USA). Sie war zudem im Komitee des Kunstraums Florida aktiv und arbeitete für das Kulturreferat München im Bereich Public History.

## Werk
Tunay Önder arbeitet als freischaffende Autorin, Performerin, Kuratorin und Sozialwissenschaftlerin. Ihre künstlerische Arbeit ist transdisziplinär angelegt und verbindet Literatur, Theater, Performance und öffentliche Interventionen. Inhaltlich beschäftigt sie sich insbesondere mit emanzipatorischen Kämpfen in der Migrationsgesellschaft, der Aufarbeitung rassistischer Gewalt sowie der Gestaltung herrschaftsfreier Räume durch Sprache, Kunst und Teilhabe.
Gemeinsam mit Imad Mustafa gründete sie 2013 den im selben Jahr für den Grimme-Preis nominierten Blog Migrantenstadl, eine literarisch-performative Collage zur migrantischen Erfahrung in Deutschland. Aus dem Blog ging 2016 ein gleichnamiges Buch hervor. Im selben Jahr war sie zudem Mitherausgeberin der dokumentarischen Theateranthologie Urteile, die sich mit den NSU-Morden auseinandersetzt. 2018 rief sie im Münchner Kulturhaus Bellevue di Monaco die Reihe Studio Ö als „Forum für künstlerisch-aktivistische Positionen“, bezogen auf den Wunsch nach einer Pluralisierung der Gesellschaft, ins Leben. Das Studio Ö, das sich als „performativer Spielraum“ versteht, war 2021 in den Münchner Kammerspielen zu Gast.
In ortsspezifischen, performativen Lesungen verbindet sie persönliche Erinnerungen mit den gegenwärtigen Herausforderungen postmigrantischer Gemeinschaften.  So konzipierte sie 2024 im Rahmen des Festivals Urbane Künste Ruhr eine „Auto-Lesung“ auf einem Parkplatz in Marl, bei der sie Texte aus dem Autoradio an das Publikum übertrug.
Im Theaterbereich ist sie seit vielen Jahren mit der Regisseurin Christine Umpfenbach verbunden. Ihre Zusammenarbeit begann 2010 mit dem dokumentarischen Projekt Gleis 11, das sich am Münchner Volkstheater mit der Geschichte der Gastarbeitergeneration in Deutschland befasste. 2024 entwickelten Önder und Umpfenbach gemeinsam das dokumentarische Theaterstück Offene Wunde, das am Münchner Volkstheater Premiere feierte. Das Stück beschäftigte sich mit dem rassistisch motivierten Attentat im Olympia-Einkaufszentrum (OEZ) 2016. Önder, die selbst in unmittelbarer Nähe des Anschlagsorts aufgewachsen war, initiierte das Projekt im engen Austausch mit der Initiative „München OEZ erinnern!“ auf Grundlage zahlreicher Gespräche mit Angehörigen der Opfer. Ein Kernanliegen der Arbeit war die Darstellung der Perspektive der Geschwister der Ermordeten sowie der kritische Umgang mit institutionellem Rassismus und der Erzählung vom „verwirrten Einzeltäter“. Önder betont dabei, dass rechte Gewalt nicht individualisiert, sondern im Kontext digitaler und internationaler Netzwerke verstanden werden müsse.
Im Jahr 2022 war sie Teil der Auswahljury der 11. Ausgabe des von der Bundeszentrale für politische Bildung initiierten Theaterfestivals Politik im Freien Theater unter dem Motto „Macht“ in Frankfurt am Main.

## Theater
- 2010: mit Christine Umpfenbach: Gleis 11, Münchner Volkstheater
- 2015: mit Christine Umpfenbach: Urteile, Residenztheater München
- 2024: mit Christine Umpfenbach: Offene Wunde, Münchner Volkstheater

## Publikationen
- mit Imad Mustafa: Migrantenstadl. Unrast Verlag, Münster 2016, ISBN 978-3-89771-607-0.
- mit Christine Umpfenbach, Azar Mortazavi (Hrsg.): Urteile. Ein dokumentarisches Theaterstück über die NSU-Morde. Mit Beiträgen im Kontext zivilgesellschaftlicher Aufarbeitung. Unrast Verlag, Münster 2016, ISBN 978-3-89771-217-1.
- Beitrag in: Tamer Düzyol, Taudy Pathmanathan (Hrsg.): überLIEBEn (Haymatlos). Edition Assemblage, Münster 2023, ISBN 978-3-96042-155-9.